# Nebraska (phim)
Nebraska (Giấc Mơ Triệu Phú) là một phim điện ảnh của Mỹ được sản xuất trong năm 2013 của hãng Paramount Pictures. Phim được làm theo thể loại phim trắng đen. Phim có sự tham gia diễn xuất của Bruce Dern, Will Forte, June Squibb và Bob Odenkirk. Nó được ra mắt lần đầu vào ngày 15 tháng 11, 2013. Phim giành được 6 đề cử Oscar trong đó có nhiều đề cử quan trọng: phim hay nhất, đạo diễn xuất sắc nhất cho Alexander Payne, nam diễn viên chính xuất sắc nhất cho Bruce Dern, nữ diễn viên phụ xuất sắc nhất cho June Squibb, quay phim xuất sắc nhất và kịch bản gốc xuất sắc nhất. Bruce Dern dành giải nam diễn viên chính xuất sắc nhất tại LHP Cannes 2013.

## Nội dung
Woddy Grant(Bruce Dern) được tìm thấy đang đi bộ gần đường cao tốc tại nơi ông sống - Billings, Montana. Ông được con trai David(Forte) đưa về nhà và anh biết bố mình đang cố đi bộ đến tận Nebraska để lĩnh giải thưởng $1 triệu được in trên tờ rơi quảng cáo. Sau đó, trong lúc làm việc David nhận được điện thoại từ mẹ - Kate(June Squibb) và anh lại phải đi đón ông khi ông tiếp tục đi ý định đi bộ đến Nebraska. Cuối cùng, vì muốn đi khỏi Billings một thời gian và để đưa Woddy đến Lincoln, Nebraska cho ông biết rõ đây chỉ là trò quảng cáo chứ không phải trúng thưởng thực sự. Bộ phim chủ yếu kể về những chuyện xảy ra khi David và Woddy từ Montana đến Nebraska.

## Diễn viên
- Bruce Dern trong vai Woddy Grant
- Will Forte trong vai David Grant, con trai thư của Woddy
- June Squibb trong vai Kate Grant, vợ của Woddy, mẹ của David và Ross
- Bob Odenkirk trong vai Ross Grant, con trai cả của Woody
- Stacy Keach trong vai Ed Pegram, bạn từng cùng làm việc cùng Woody
- Mary Louise Wilson trong vai Martha, vợ của Ray, em dâu của Woddy
- Missy Doty trong vai Noel, bạn gái của David
- Angela McEwan trong vai Pegy Nagy, bạn gái cũ của Woddy
- Rance Howard trong vai Ray Grant, một trong những người anh của Woddy
- Devin Ratray trong vai Cole, con trai của Ray
- Tim Driscoll trong vai Bart, con trai của Ray

## Đánh giá
Sau khi ra mắt tại Liên hoan phim Cannes 2013, bộ phim nhận được nhiều phản hồi tích cực, đặc biệt là vai diễn của Bruce Dern. Trang Metacritic đánh giá bộ phim với 86 điểm.
Nebraska nhận được rất nhiều đề cử và giải thưởng kể từ khi công chiếu. Phim nằm trong danh sách Top Ten Films of the Year của Viện phim Mỹ. Phim dành giải toàn bộ diễn viên xuất sắc nhất, còn June Squibb dành giải nữ diễn viên phụ xuất sắc nhất của hội phê bình phim Boston. Phim cũng dành 5 đề cử giải Quả cầu vàng, 6 đề của giải Tinh thần độc lập, Dern và Forte nhận giải nam diễn viên và nam diễn viên phụ xuất sắc của NBRMP. Nebraska nhận được 3 đề của giải Satellite Award và dành giải dàn diễn viên xuất sắc nhất. Phim cũng nhận được 2 đề của từ giải thưởng của Hội Diễn viên Điện ảnh và dành 6 đề cử Oscar, trong đó June Squibb lần đầu nhận đề cử Oscar và trở thành diễn viên lớn tuổi nhất nhận đề cử (ở tuổi 84).

## Chú giải
1. ↑  "Nebraska". Box Office Mojo.
2. ↑  Ford, Rebecca (ngày 17 tháng 9 năm 2013). "Alexander Payne's 'Nebraska' Trailer: Bruce Dern, Will Forte Hit the Road (Video)". The Hollywood Reporter. Truy cập ngày 4 tháng 10 năm 2013.
3. ↑  "Cannes Film Festival: Awards 2013". Cannes. ngày 26 tháng 5 năm 2013. Truy cập ngày 26 tháng 5 năm 2013.
4. ↑  "Nebraska Reviews". Metacritic. Truy cập ngày 11 tháng 10 năm 2013.
5. ↑  Kay, Jeremy (ngày 9 tháng 12 năm 2013). "AFI unveils best of 2013 list". Screen International. Truy cập ngày 9 tháng 12 năm 2013.
6. ↑  Burr, Ty (ngày 9 tháng 12 năm 2013). "Boston critics name '12 Years' as '13's best film". The Boston Globe. Truy cập ngày 9 tháng 12 năm 2013.
7. ↑  Reynolds, Simon (ngày 12 tháng 12 năm 2013). "Golden Globes nominations 2013: Movies list in full". Digital Spy. Bản gốc lưu trữ ngày 28 tháng 9 năm 2024. Truy cập ngày 12 tháng 12 năm 2013.
8. ↑  Shoard, Catherine (ngày 27 tháng 11 năm 2013). "12 Years a Slave tops Independent Spirit Award nominations". The Guardian. Truy cập ngày 4 tháng 12 năm 2013.
9. ↑  King, Susan (ngày 4 tháng 12 năm 2013). "National Board of Review selects 'Her' as best picture". The Los Angeles Times. Truy cập ngày 4 tháng 12 năm 2013.
10. ↑  "2013 Nominations". International Press Academy. Truy cập ngày 4 tháng 12 năm 2013.
11. ↑  Breznican, Anthony (ngày 11 tháng 12 năm 2013). "SAG Award Noms: '12 Years a Slave' leads while 'The Butler' surprises". Entertainment Weekly. Bản gốc lưu trữ ngày 6 tháng 1 năm 2015. Truy cập ngày 11 tháng 12 năm 2013.